# Uliczny przekaz dla dobrych ludzi
Uliczny przekaz dla dobrych ludzi - album studyjny polskiego rapera Bosskiego Romana. Wydawnictwo ukazało się 27 lutego 2015 roku nakładem wytwórni muzycznej Fonografika. Produkcji nagrań podjęli się Ive, Bngrski, Webster, 71Ghost oraz Zich. Natomiast gościnnie na płycie wystąpili Kaczy i Dudek. Pierwszy teledysk promujący materiał zatytułowany "Podziemny krąg" został opublikowany 19 lutego 2015 roku.
Album dotarł do 26. miejsca polskiej listy przebojów - OLiS.

## Lista utworów
Opracowano na podstawie materiału źródłowego.
1. "Moje życie" (produkcja: Ive)
2. "Od 15 Lat" (produkcja: Ive)
3. "Uliczny przekaz dla dobrych ludzi" (produkcja: Ive)
4. "Pod prąd" (produkcja: Ive)
5. "Rozterki dobrej dziewczyny" (produkcja: Ive)
6. "Nie mam czasu na smutek" (produkcja: Bngrski)
7. "Pokonując słabości i przeszkody" (produkcja: Ive)
8. "Przemyśl sobie przypał" (produkcja: Bngrski)
9. "Wychowany ulicą" (gościnnie: Kaczy, Dudek, produkcja: Zich)
10. "Podziemny krąg" (produkcja: Bngrski)
11. "Nasz świat" (produkcja: Ive)
12. "Polska" (produkcja: Webster)
13. "Druga połowa" (produkcja: Bngrski)
14. "Nie będzie powrotu" (produkcja: 71Ghost)
15. "Prawdziwe bogactwo" (produkcja: Zich)